# 이강원 (배구 선수)
이강원(李康源, 1990년 5월 5일 ~ )은 대한민국의 배구 선수이다.

## 선수경력
신장은 198cm이고 체중은 90kg인 그는 2012-2013시즌 신인드래프트에서 전체 1순위로 의정부 KB손해보험 스타즈에 지명되었다. 그동안 팀에서 주포 또는 식스맨 역할을 하였다.
2018-2019시즌 도중 대전 삼성 블루팡스로 트레이드되어 이적하였다.
하지만 그런데 2021-2022시즌을 앞두고 내년 2라운드 지명권과 맞바꿔서 형식적으로 트레이드되어 서울 우리카드 우리WON으로 이적하게 되었다.

## 학력
- 대구수성초등학교
- 경북대학교 사범대학 부설중학교
- 경북대학교 사범대학 부설고등학교
- 경희대학교

## 경력
- 2012년 제3회 아시아배구연맹컵 남자 배구 국가대표